# وادي الضبيعان
وادي الضبيعان هو أقدم موقع أثري في العصر الحجري الحديث في قطر. احتلت على امتداد 3000 سنة قبل أن يتم التخلي عنها في العصر البرونزي. كانت بقايا الحياة البحرية والمواد النباتية والمكونات الهيكلية من بين القطع الأثرية التي تم حفرها. كما تم استخراج أجزاء من الفخار من فترة العبيد المبكرة (فترة بلاد ما بين النهرين التي ظهرت من 6500 إلى 3800 قبل الميلاد).

## التاريخ
بدأت المستوطنة حوالي 5500 قبل الميلاد. على الرغم من أن الموقع حوالي 4 كيلومتر للداخل الرواسب البحرية القديمة تثبت أنه كان يقع على طول الساحل خلال فترات السكن. علاوة على ذلك يشهد اختبار التربة على التربة الغنية سابقا والميل العالي للغطاء النباتي وهطول الأمطار المتكرر. نظرا لكمية كبيرة من عظام السمك المكتشفة في المنطقة فقد اقترح أن سكانها قاموا بتصدير الأسماك المجففة. يبدو أن السكن البشري قد توقف فجأة في حوالي القرن الثالث قبل الميلاد ربما نتيجة لكارثة تسونامي كبيرة.

## الاكتشاف والدراسات الاستقصائية
تم اكتشاف الموقع في عام 2009 وخضع لمسح مغناطيسي في عام 2010. كشف الاستطلاع عن الخصائص الجيولوجية للموقع وأبرز المناطق المحتملة للحرق. أحد هذه المناطق التي تم تحديدها على أنها مواقد وأواني خزفية والأحجار وبقايا الحيوانات. الخرز من الموقد كان من الكربون يعود إلى منتصف إلى أواخر القرن الرابع عشر. بعد وقت قصير تم تقسيم الموقع إلى قطاعات لإعداده للحفريات.

## الحفريات
تم حفر وادي الضبيعان من قبل مشروع سجل البيئة التاريخية الوطنية في قطر في عام 2010. تم اكتشاف أكثر من 1500 قطعة أثرية بما في ذلك 5 قطع أثرية من الزجاج البركاني السبجي و180 من أواني خزفية من فترة العبيد. كان هناك ما يقرب من تسعة أنواع مختلفة من مواد الصوان المستردة وكلها كانت شديدة التأثر. بعض المواد الخام نشأت من الخور وهي مدينة تقع على بعد 40 كيلومتر من الموقع. شكلت رقائق وكاشطات الجزء الأكبر من القطع الأثرية. تم العثور على أدوات تتفق مع التقاليد ثنائية الوجه العربية في أشكال السكاكين ورؤوس السهام وتؤرخ من 6000 إلى 3500 قبل الميلاد.
حصل الموقع على أعلى نسبة من الفخار لفترة العبيد الذي اكتشف في قطر. يشير إلى وجود روابط تجارية بين سكان وادي الضبيعان وبلاد الرافدين. تشير مجموعة الأدوات في الموقع إلى نمط من الاحتلال المتكرر بدلا من فترة استمرار للاحتلال.
موقع الدفن الذي يرجع تاريخه إلى حوالي 3000 قبل الميلاد اكتشف فيه أربعة هياكل عظمية بشرية.